# Gierłoż Polska
Gierłoż Polska (Duits: Groß Görlitz; 1942-1945: Großgörlitz) is een plaats in het Poolse district  Iławski, woiwodschap Ermland-Mazurië. De plaats maakt deel uit van de gemeente Lubawa en telt 110 inwoners.